# Ammotrechella bahamica
Ammotrechella bahamica är en spindeldjursart som beskrevs av Muma 1986. Ammotrechella bahamica ingår i släktet Ammotrechella och familjen Ammotrechidae. Inga underarter finns listade i Catalogue of Life.